# Lars Jørgen Madsen
Lars Jørgen Madsen (1871. július 19. – 1925. április 1.) dán sportlövő, a korai sportlövészet úttörője. Kétszeres olimpiai bajnok, aranyérmet szerzett az 1900. évi nyári olimpiai játékokon, férfi hadipuska, álló versenyszámban és az 1920. évi nyári olimpiai játékokon, nagyöbű puska csapat, 300 m álló versenyszámban a dán csapat tagjaként. Emellett szerzett még két ezüst- és egy bronzérmet is.